# 大叶茜草素
大叶茜草素（英語：或Rubimaillin）是一种萘醌类有机化合物，化学式C17H16O4，可见于茜草、钩毛茜草、染色茜草、棕榈等物种。是茜草的主要活性成分之一。中国大陆《中国药典》2010年版规定茜草药材中大叶茜草素含量不得少于0.4%。其可溶于甲醇，遇光不稳定。